# Politique en Pologne
 (janvier 2023).
La Pologne est depuis 1990, une république (la IIIe République - III Rzeczpospolita) possédant un  régime parlementaire.
Le président de la République de Pologne, élu au suffrage universel direct pour cinq ans, est le chef de l'État. Il nomme le chef du gouvernement et dispose d'un droit de veto législatif qui ne peut être levé par la Chambre basse qu'à la majorité qualifiée des trois cinquièmes. Andrzej Duda est le président de la République depuis mai 2015.
Le président du Conseil des ministres (Prezes rady ministrów ou Premier) est le chef du pouvoir exécutif. Son cabinet est responsable devant la Diète de Pologne. Donald Tusk est le chef du gouvernement polonais depuis le 13 décembre 2023.
Le pouvoir législatif se compose de deux chambres : la Diète - en polonais Sejm - composée de 460 députés et le Sénat qui comporte 100 sièges.

## Gouvernement du général Kiszczak
Après les premières élections législatives partiellement libres en Pologne du 4 juin 1989, la constitution de la Diète (chambre basse du parlement) est la suivante :
- Parti ouvrier unifié polonais (communiste) : 173 sièges ;
- Groupe des catholiques naguère pro-communistes (Association social-chrétienne, Association catholique séculière PAX, Union polonaise catholique et sociale) : 23 sièges ;
- Parti démocratique (SD) : 27 sièges ;
- Parti paysan unifié (ZSL) : 76 sièges ;
- Solidarność : 161 sièges.

Le syndicat Solidarność rentre en force et devient la deuxième force politique, mais grâce à une alliance POUP + ZSL + SD, le général Kiszczak (communiste) est nommé président du conseil des ministres.
Mais le 19 août, les deux petits partis minoritaires, le parti paysan (ZSL) et le parti démocratique (SD), jusque-là aux ordres du pouvoir communiste, décident de rejoindre la coalition proposée par Solidarność.

## Gouvernement de Tadeusz Mazowiecki
Le président Jaruzelski doit donc accepter, le 19 août 1989, de désigner au poste de président du Conseil des ministres, le catholique Tadeusz Mazowiecki, membre de la direction de Solidarność et proche conseiller de Lech Wałęsa.
C'est le premier chef de gouvernement non communiste depuis 42 ans (1947). C'est un juriste et un journaliste proche du pape Jean-Paul II, un des rares députés indépendants des diètes précédentes. Ses buts principaux sont une ouverture immédiate vers l'Ouest et l'introduction du capitalisme pour les petites et moyennes entreprises.

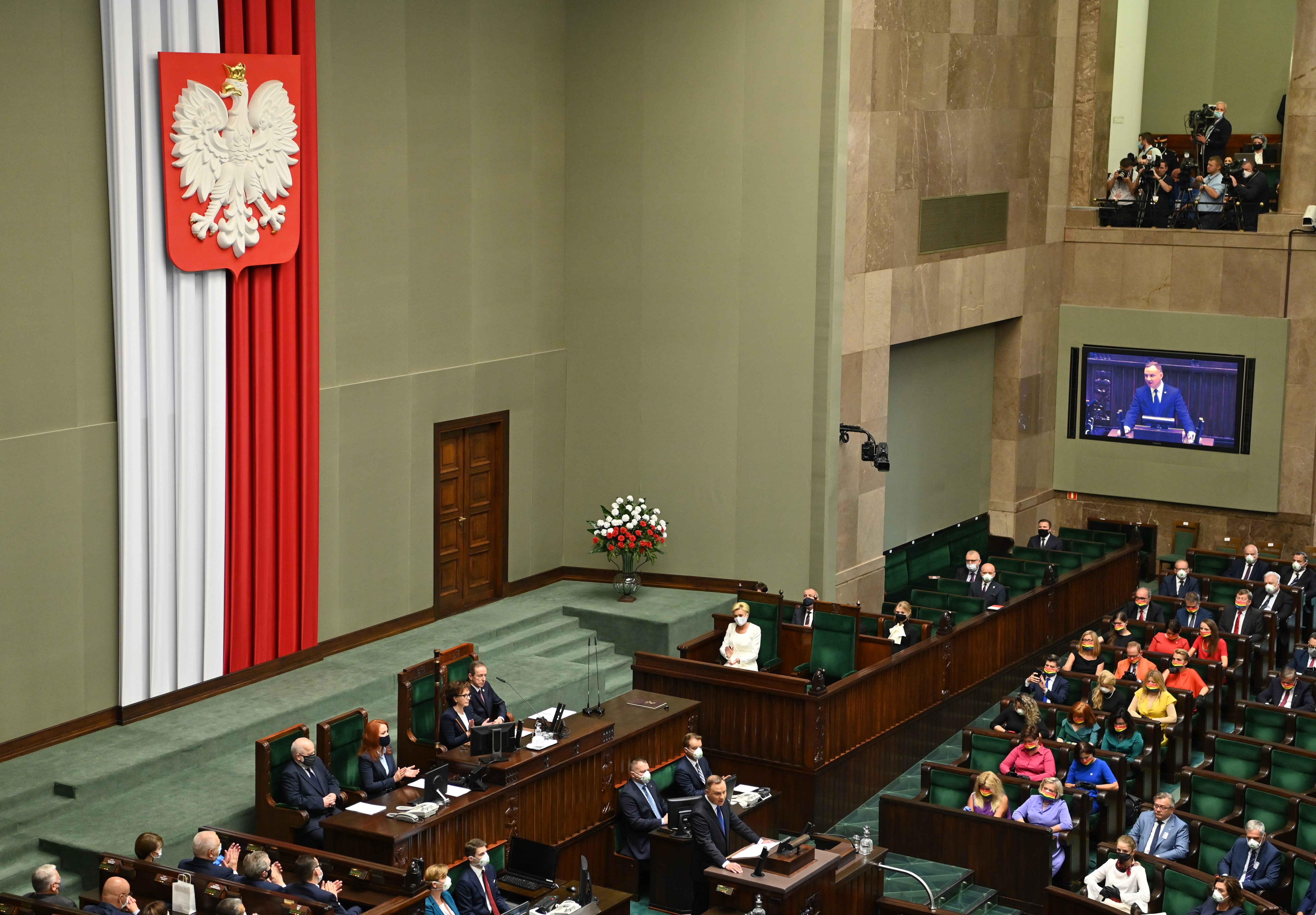
Salle de la diète polonaise.

Le 21 août, à la suite d'un long entretien téléphonique entre Gorbatchev et Rakowski, le chef du parti communiste polonais, le POUP prend un certain nombre de décisions historiques :
- condamnation à l'unanimité par la Diète du Pacte germano-soviétique ;
- participation des communistes au gouvernement du président du Conseil des ministres catholique Tadeusz Mazowiecki ;
- investiture du gouvernement avec l'apport des 150 voix des parlementaires communistes ;
- paroles élogieuses prononcées par le général Kiszczak, Premier ministre sortant et membre du bureau politique du PC polonais.

Le 24 août, la diète investit officiellement Tadeusz Mazowiecki comme président du Conseil des ministres par 378 voix sur 423 votants, 41 abstentions et 4 voix contre. Le nouveau Premier ministre est cependant contraint de laisser aux communistes deux ministères-clés : l'Intérieur et la Défense. À ce sujet, Lech Wałęsa déclara que « Solidarność ne souhaitait pas renverser l'ordre établi » ; le gouvernement soviétique répondant que « cela ne serait pas dans l'intérêt de la stabilité en Europe ». Cependant tout le monde avait à l'esprit que 45 ans auparavant les communistes participaient déjà à un gouvernement démocratique, avec les deux mêmes postes-clés, qu'ils utilisèrent pour s'emparer de la totalité du pouvoir.

## Diète en 1991
En 1991 la répartition des sièges se fait comme suit (de gauche à droite) :
- Opposition :
  - 60 pour l'Alliance de la gauche démocratique (SLD) ;
  - 48 pour le Parti paysan polonais (PSL) ;
  - 46 pour la Confédération pour une Pologne indépendante (KPN) ;
  - 27 pour Solidarność ;
  - 131 pour divers ou indépendants ;
- Coalition au pouvoir :
  - 37 pour le Congrès des libéraux ;
  - 62 pour l'Union démocratique (UD) ;en europe
  - 49 pour l'Action catholique.

## Diète en 1993
En 1993 la répartition des sièges se fait comme suit (de gauche à droite) :
- Coalition au pouvoir :
  - 173 pour l'Alliance de la gauche démocratique soit 21 % ;
  - 128 pour le Parti paysan polonais soit 15 % ;
- Opposition :
  - 42 pour l'Union du travail (centre gauche issu de Solidarność) soit 7 % ;
  - 69 pour l'Union démocratique (centre) soit 10 % ;
  - 24 pour la Confédération pour une Pologne indépendante soit 6 % ;
  - 20 pour le Bloc Présidentiel de Lech Wałęsa soit 5 % ;
  - 4 divers ou indépendants.

## Diète en 2005
Le parti conservateur Droit et justice (PiS) fait une percée électorale et arrive en tête lors de ce scrutin (155 siège). PiS ne parvient pas à former un gouvernement de coalition avec Plate-forme civique, un autre parti de droite et doit gouverner de façon minoritaire. Kazimierz Marcinkiewicz devient Président du Conseil des ministres.

## Gouvernements Kazimierz Marcinkiewicz (2005-2006) et Jarosław Kaczyński (2006-2007)
L'élection a débouché sur la victoire inattendue du parti conservateur Droit et justice (PiS). Lech Kaczyński est devenu président, et Kazimierz Marcinkiewicz chef d'un gouvernement minoritaire. En effet, l'alliance en vue de former une coalition de centre droit avec les libéraux de PO avait échoué. L'idée a alors couru de l'organisation de nouvelles élections, afin de sortir de cette impasse, et notamment de pouvoir voter un budget.
Le 2 février 2006, l'alliance avec deux formations d'extrême droite permet à ce gouvernement d'obtenir une majorité. Il s'agit du parti populiste Autodéfense et de la Ligue des familles polonaises, parti catholique traditionaliste. Cet accord permet au gouvernement de droite et d'extrême droite d'obtenir une majorité au parlement.
À cause de désaccords avec Lech Kaczyński, Kazimierz Marcinkiewicz décide de démissionner le 7 juillet 2006.
En difficulté dans l'opinion publique, le parti décide de nommer le propre frère jumeau du président, Jarosław Kaczyński, à la tête du gouvernement, ce qui attira de nombreuses critiques à l'étranger, où est raillée la première république monozygote de l'histoire.
L'accord porte sur un paquet de 144 projets de lois de grande portée. Les deux formations sont violemment eurosceptiques, ce qui influera grandement sur l'attitude de la Pologne au sein de l'Union européenne.
En septembre 2007, Droit et justice s'engage à rétablir la peine de mort s'il gagne les élections législatives d'octobre 2007. Il a également refusé de faire participer le pays à la Journée européenne contre la peine de mort du 10 octobre 2007.

## Diète en 2007
La droite libérale de la Plate-forme civique (PO) remporte les législatives, conduisant Donald Tusk au pouvoir.

## Élection présidentielle de 2010
En avril 2010, quelques mois avant la fin de son mandat, le président Kaczyński meurt dans un accident d'avion à Smolensk, en Russie. Bronislaw Komorowski, chef de l'État par intérim en tant que maréchal (président) de la diète, candidat de la Plate-forme civique, est élu au mois de juillet président de la République avec 53 % des voix face à Jarosław Kaczyński (du même parti : Droit et justice), le frère jumeau du président défunt.

## Diète en 2011
La Plate-forme civique (PO) remporte pour la deuxième fois consécutive les législatives, reconduisant Donald Tusk à la tête du gouvernement dans le cadre d'un renouvellement de la coalition avec le parti paysan polonais. C'est la première fois depuis 1989 qu'une majorité ayant dirigé durant une législature complète remporte les élections suivantes.